# Кішкунфеледьгаза
Кішкунфеледьгаза (угор. Kiskunfélegyháza) — місто в медьє Бач-Кішкун, в Угорщині. Місто займає площу 256,30 км², на якій проживає 30 946 мешканців. Кішкунфеледьгаза — третє за величиною місто медьє після столиці — Кечкемета і Байї.

## Географія і транспорт
Місто розташоване за 130 кілометрах на південь від Будапешт а і за 20 кілометрів на південний схід від Кечкемета. Кішкунфеледьгаза — великий транспортний вузол, поруч з містом проходить автомагістраль E-75 Будапешт — Сегед — Белград, з міста ведуть місцеві дороги в Кечкемет, Сентеш, Кішкунгалаш. Залізнична станція на лінії Будапешт — Сегед. В Кішкунфеледьхазі від неї відходять гілки на Сентеш і Сольнок.

## Історія
В XVII столітті місто було повністю знищене турецькою армією. Місце, де знаходилося місто, було закинуто, заново відбудовуватися Кішкунфеледьгаза почала тільки з 1743 року. Більшість історичних будівель міста відносяться до другої половини XVIII століття.

## Пам'ятки
Головна визначна пам'ятка міста — будівля ратуші. Крім неї, у місті є ще кілька примітних історичних будівель; а також велика католицька церква. Околиці міста покриті виноградниками і фруктовими садами.